# Dichotomius machadoi
Dichotomius machadoi är en skalbaggsart som beskrevs av Francisco Silvério Pereira och Antonio Martinez 1967. Dichotomius machadoi ingår i släktet Dichotomius och familjen bladhorningar. Inga underarter finns listade i Catalogue of Life.